# 청중구 (류저우시)

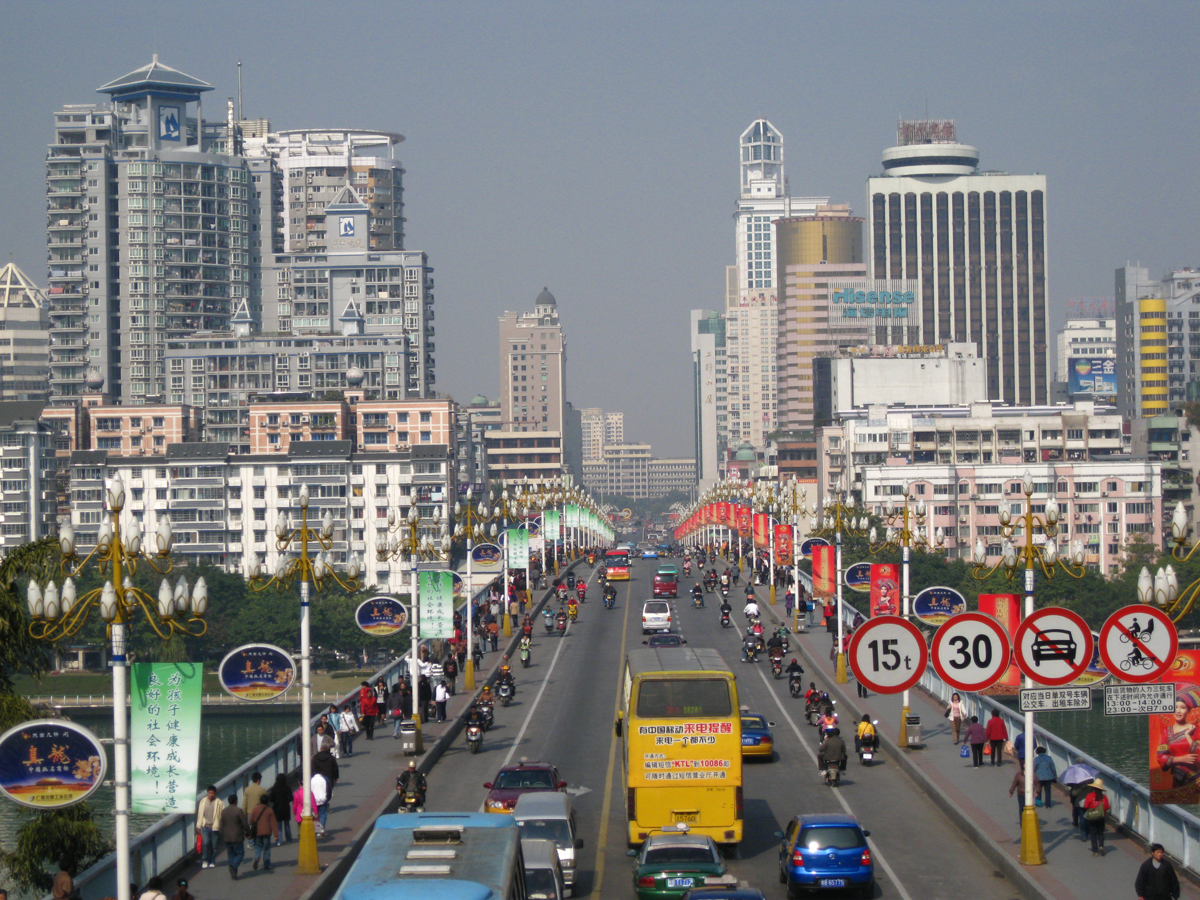

청중구(한국어: 성중구, 중국어: 城中区, 병음: Chéngzhōng Qū)는 중국 광시 좡족 자치구 류저우 시의 현급 행정구역이다. 넓이는 77.6km2이고, 인구는 2007년 기준으로 120,000명이다.

## 행정 구역
7개 가도를 관할한다.
- 가도: 城中街道, 公园街道, 中南街道, 水上街道, 潭中街道, 河东街道, 静兰街道.